# Taunggyi
Taunggyi (birm. တောင်ကြီးမြို့ /tàʊɴdʑí mjo̰/; szan: ဝဵင်းတွင်ႇၵျီး /weŋ tɔŋ kji/); ang. Taunggyi) – miasto we wschodniej Mjanmie, na północny wschód od jeziora Inle, stolica stanu Szan. Około 445,6 tys. mieszkańców (2013). W mieście rozwinął się przemysł drzewny.

## Galeria obrazów

Taunggyi - တောင်ကြီးမြို့
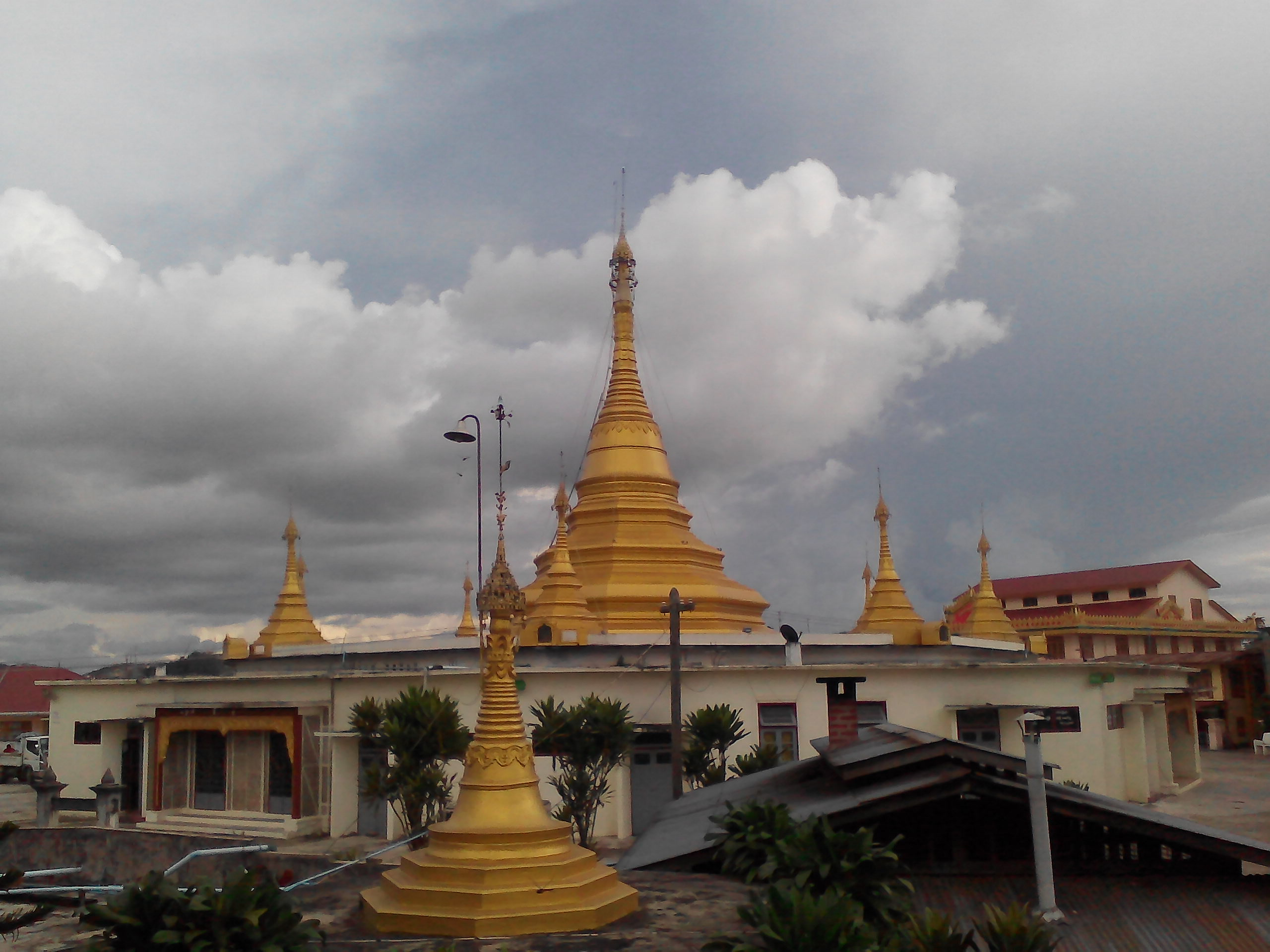
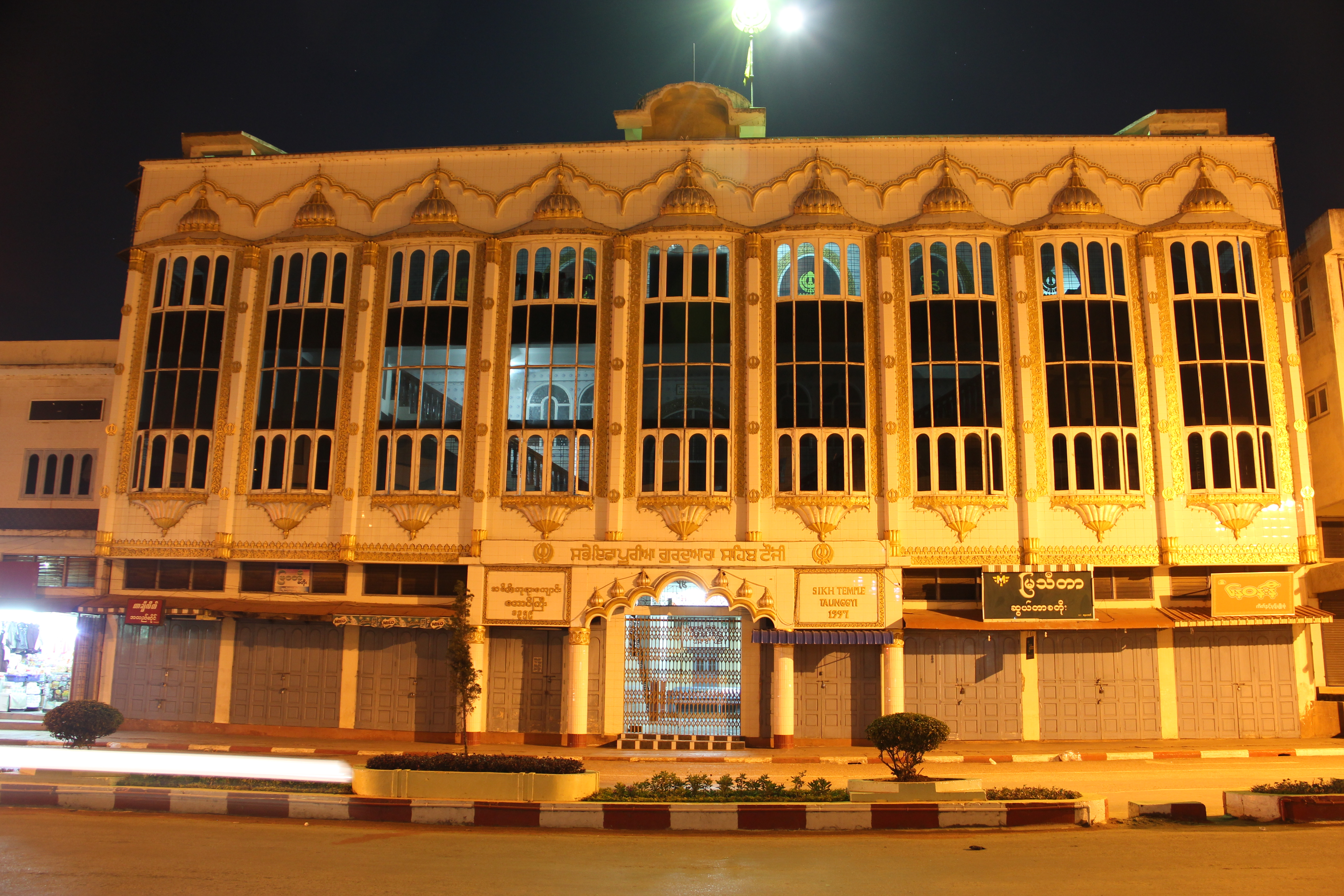
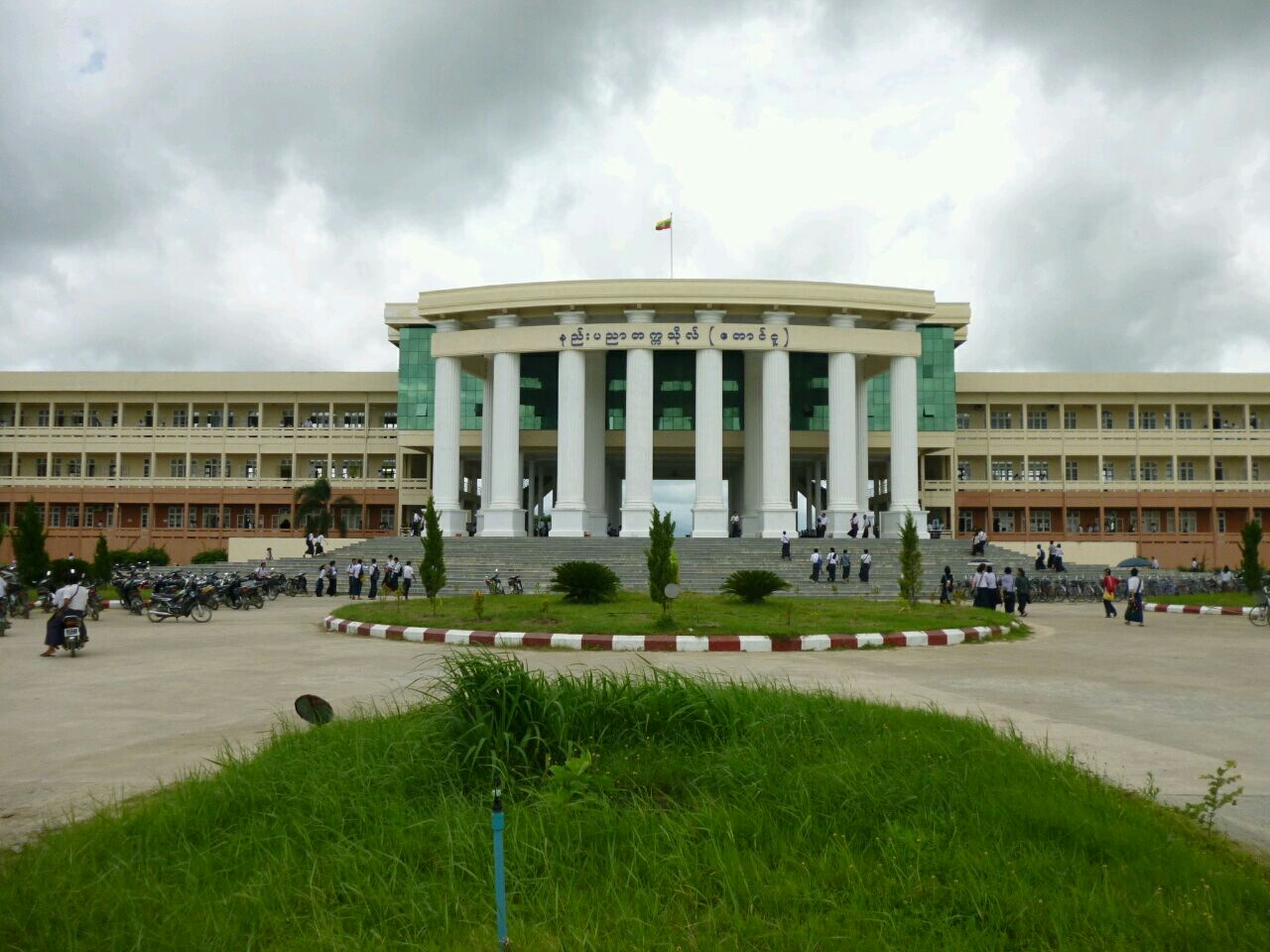
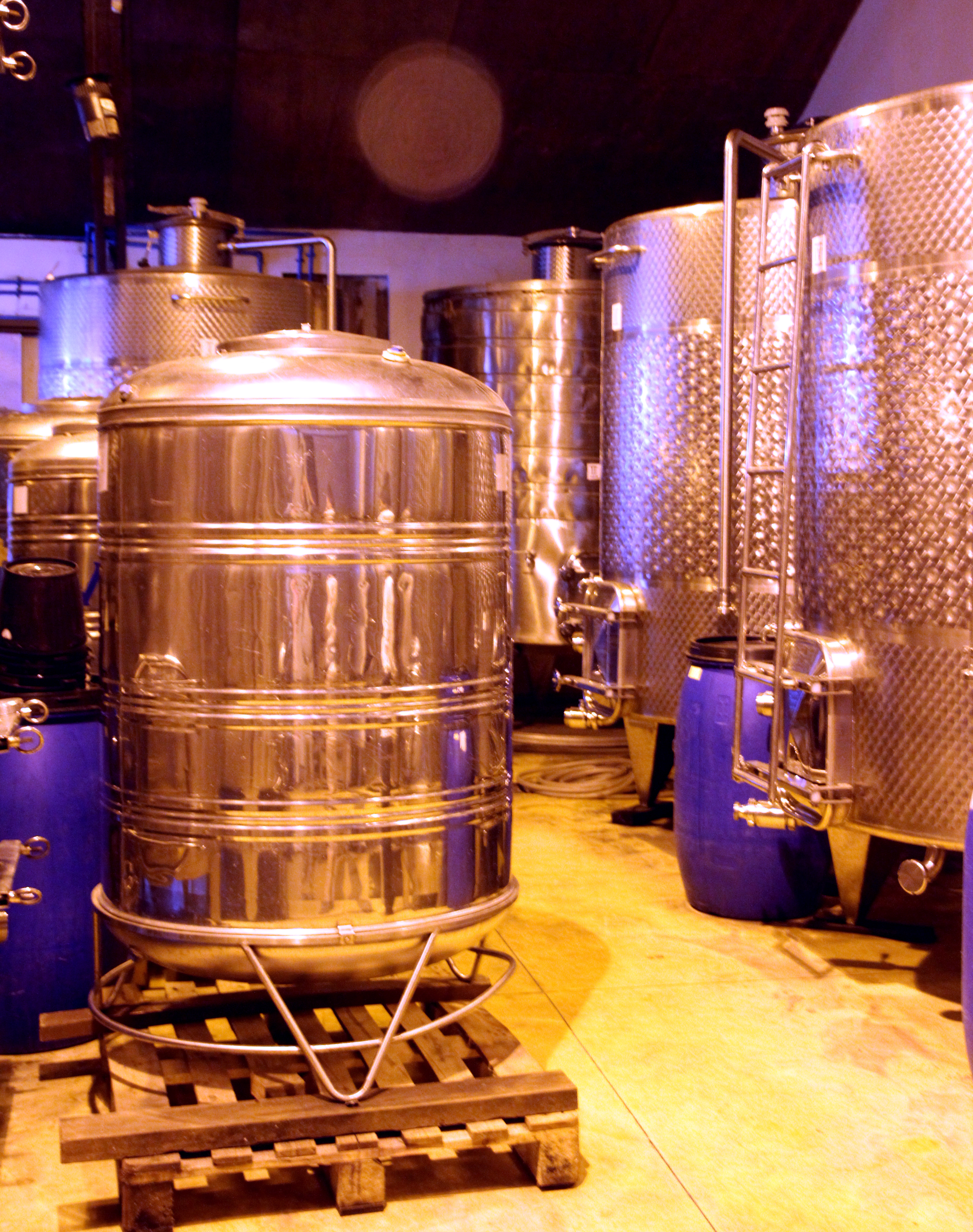
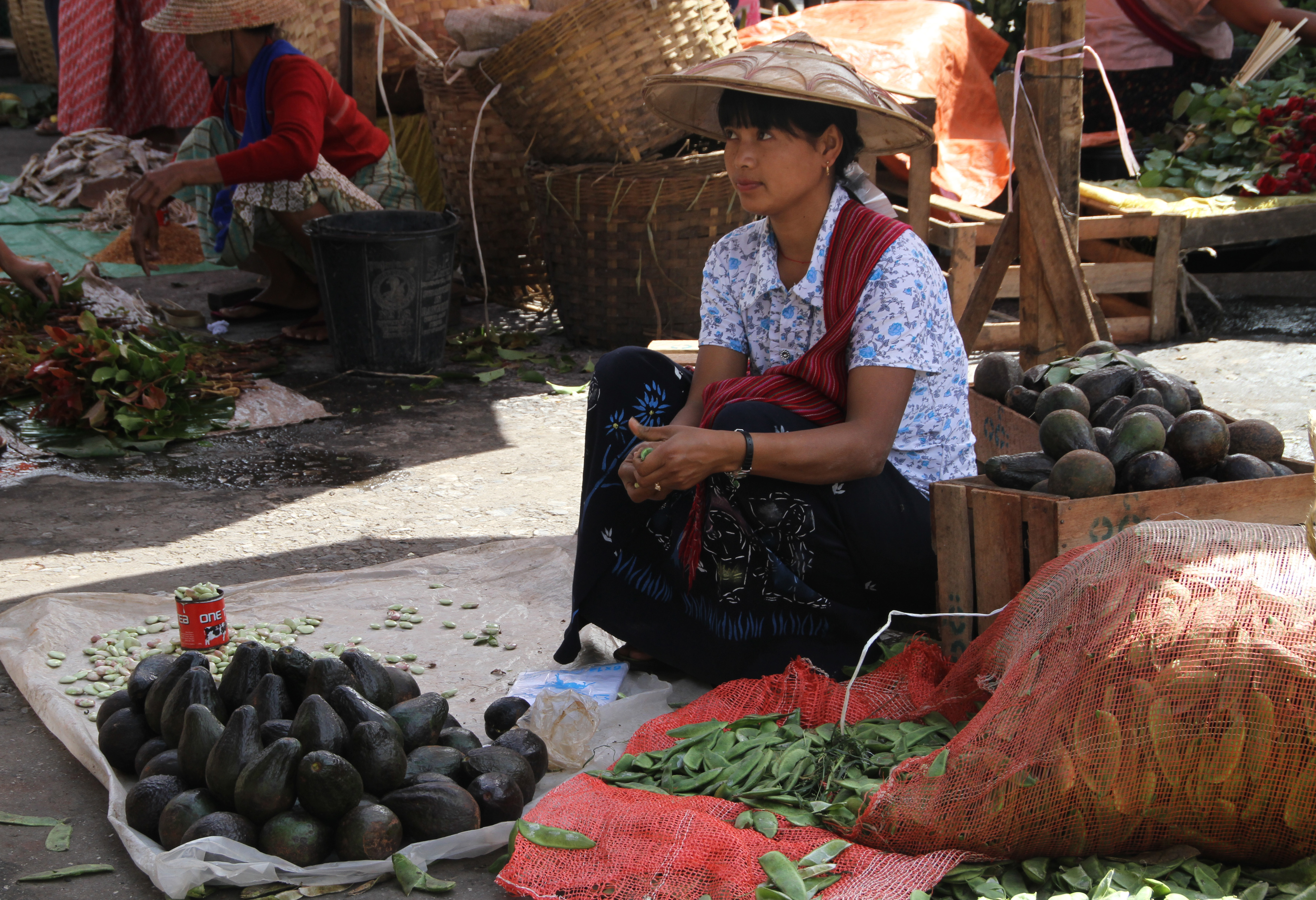
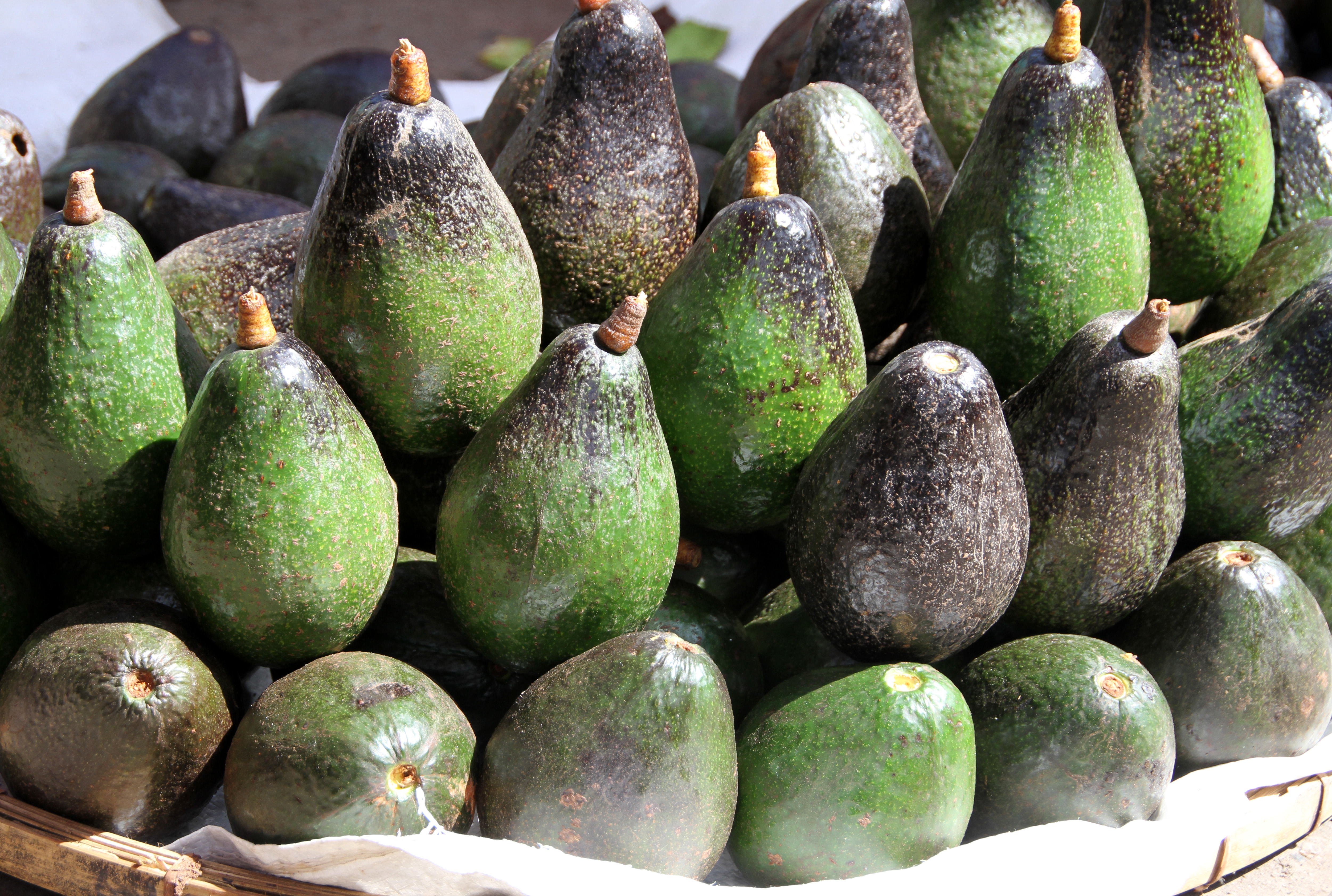
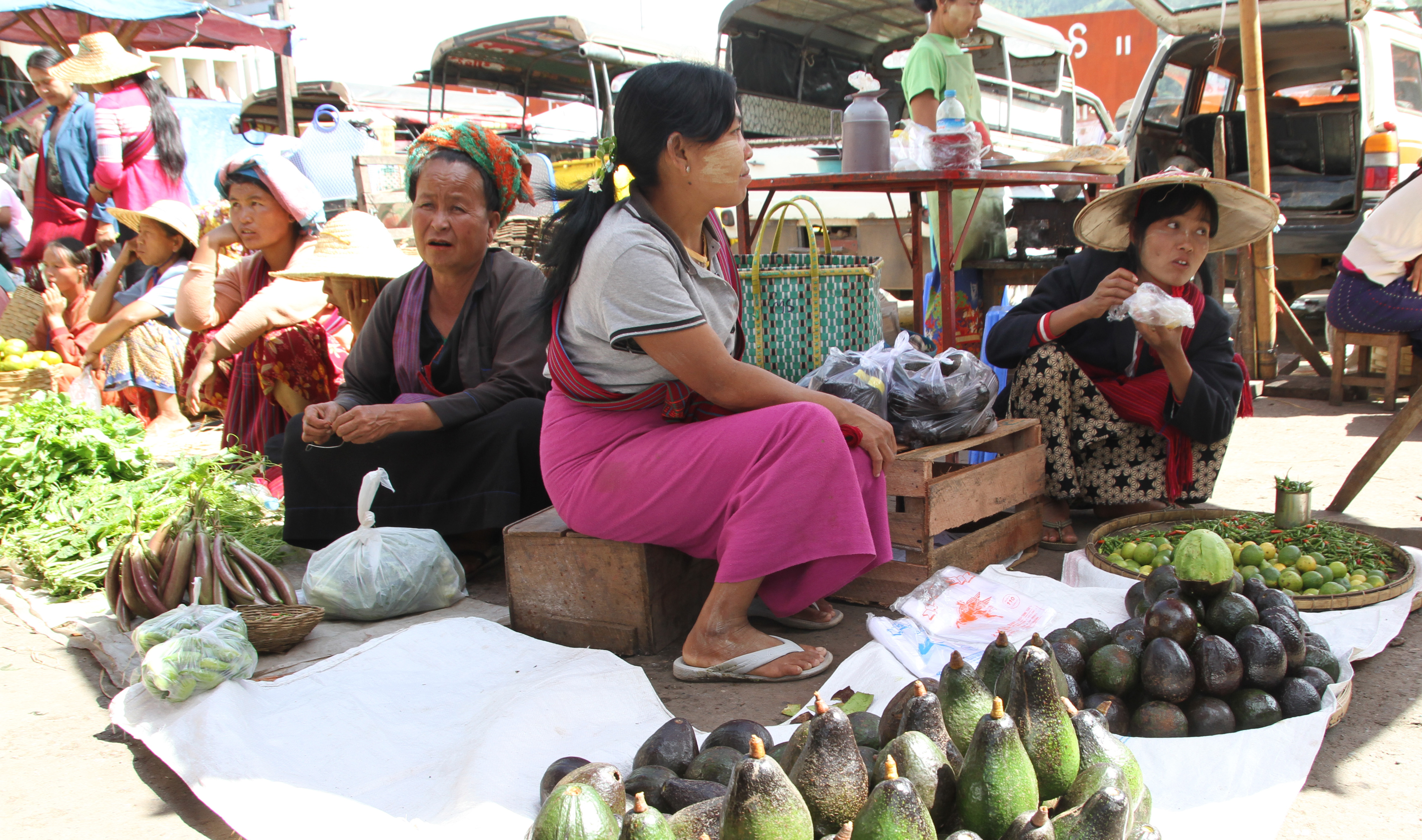
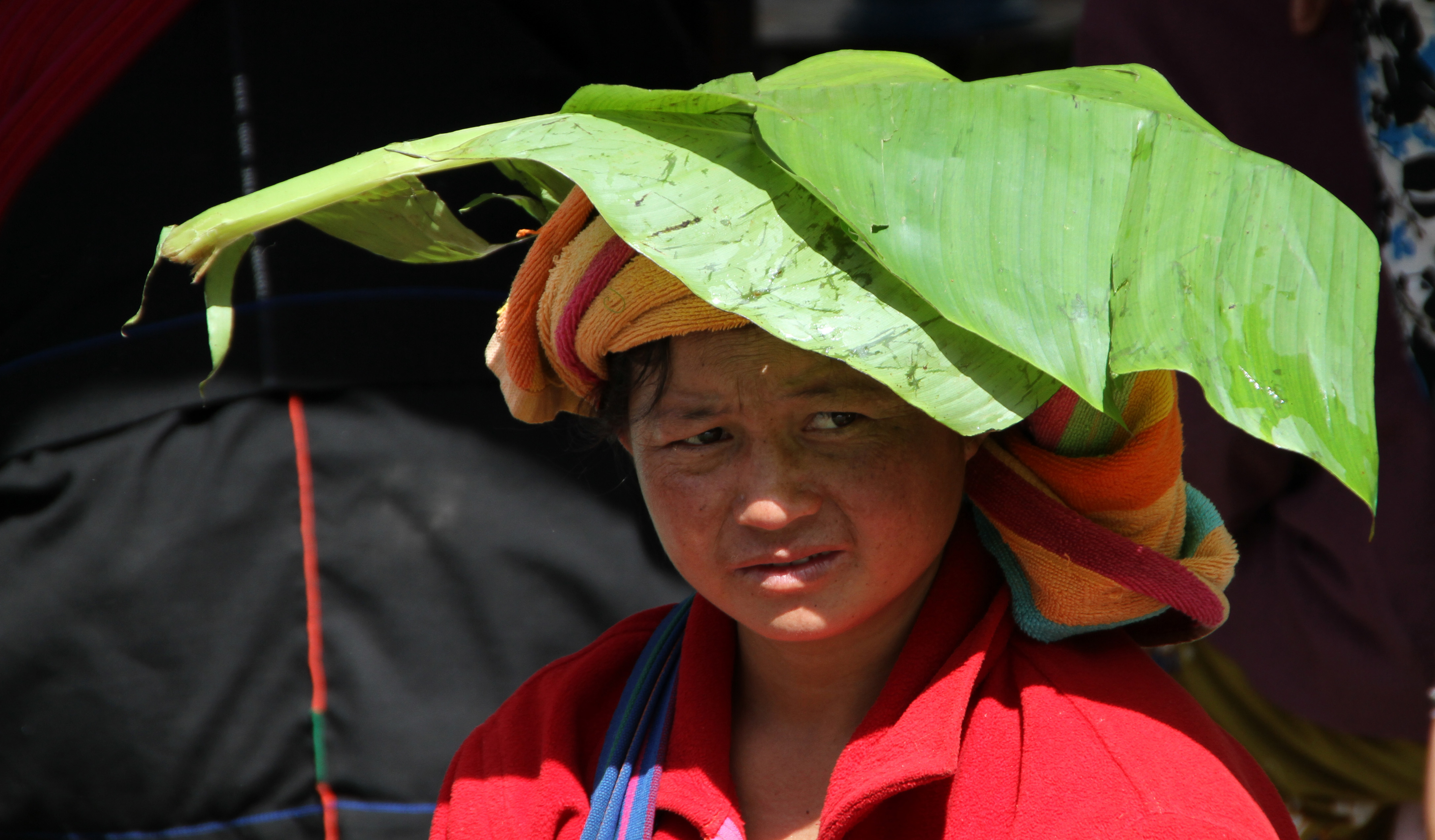